# Sârbi
Sârbii (sârbă Срби, cu alfabetul latin: Srbi) sunt un popor din ramura slavilor de sud care locuiesc în Europa Centrală și în Balcani (Europa de Sud-Est) între Munții Balcani și Munții Carpați în est și Marea Adriatică în vest. Acest popor este predominant în Serbia, Muntenegru, Bosnia și Herțegovina și în proporție mai mică în Croația. De asemenea, sârbii reprezintă o minoritate semnificativă în alte două republici din fosta Iugoslavie, Republica Macedonia și Slovenia. Sârbii sunt recunoscuți oficial ca minoritate în România și Croația. Există o extinsă diasporă sârbă în Europa Occidentală (în Germania, Elveția și Austria), precum și în statele din America de Nord: SUA și Canada. În țările grăitoare de limbi germanice locuiesc peste un milion de sârbi: Luxemburg (2% din populația totală), Austria (3,8%), Elveția (2%), și Germania (aproximativ 1%).
Din punct de vedere geografic, biserica acestei națiuni reprezintă bastionul cel mai occidental Creștinismului Ortodox din Europa, care a schimbat menirea istorică prin contactele cu Catolicismul și Islamul. Revoluția sârbă (1804-1815) a marcat renașterea Serbiei moderne stabilizându-se ca principat care s-a luptat cu otomanii, bulgarii și austriecii pentru supremația din Balcani. În 1918, Serbia și-a pierdut independența în Regatul Iugoslaviei și și-a recuperat suveranitatea în 2006, după ce Muntenegru a părăsit Uniunea Statală a Serbiei și Muntenegrului, reprezentând ultima rămășiță rămasă în secolul XXI din fosta Iugoslavie imediat după destrămarea Iugoslaviei în anii 1990.
De asemenea, există o comunitate mare de sârbi în Rusia, a treia cea mai mare comunitate sârbă din Europa, după cea din Austria (1.000 de cetățeni austrieci sunt de origine sârbă) și cea din Suedia (7.000 de cetățeni locali sunt sârbi), dar și înainte de cea din Franța, cea din Germania, cea din Marea Britanie, și cea din Norvegia.